# Xylopia toussaintii
Xylopia toussaintii är en kirimojaväxtart som beskrevs av Raymond Boutique. Xylopia toussaintii ingår i släktet Xylopia och familjen kirimojaväxter. Inga underarter finns listade i Catalogue of Life.